# Eparchie San Gregorio de Narek en Buenos Aires
Die Eparchie San Gregorio de Narek en Buenos Aires (lateinisch Eparchia Sancti Gregorii Narekiani Bonaërensis Armenorum, span.: Eparquía San Gregorio de Narek en Buenos Aires de los armenios) ist eine in Argentinien gelegene Eparchie der armenisch-katholischen Kirche mit Sitz in Buenos Aires. 

## Geschichte
Die Eparchie San Gregorio de Narek en Buenos Aires wurde am 18. Februar 1989 durch Papst Johannes Paul II. mit der Päpstlichen Bulle Cum Christifideles ritus Armeni in Republica Argentina aus dem Apostolischen Exarchat Lateinamerika und Mexiko errichtet. Die Eparchie ist immediat. Erster Bischof der Eparchie wurde Vartán Waldir Boghossian SDB.